# Jon Lindenchrone Andersen
Jon Lindenchrone Andersen (* 2. Januar 1997 in Nørre Snede) ist ein dänischer Handballspieler. Der Linkshänder spielt im rechten Rückraum für Skjern Håndbold in der dänischen Liga.

## Karriere
Jon Lindenchrone Andersen begann nach eigenen Angaben in einem Interview erst im Alter von 13 Jahren mit dem Handballsport. Seine Mutter spielte Handball als Freizeitsport, seine beiden Brüder spielen Fußball, ebenfalls mit der Rückennummer 6. Die ersten Jugendmannschaften durchlief er bei Ikast Håndbold, bevor er mit 17 Jahren zum weltweit für seine Nachwuchsarbeit bekannten Kult-Club GOG wechselte, bei dem er 2016 ebenfalls seine Profikarriere startete. Nachdem er dort aber in den folgenden drei Jahren zu wenig Einsatzzeit bekommen hatte, wechselte er zur Saison 2019/20 zum dänischen Ligakonkurrenten SønderjyskE Håndbold.
Nach zwei Spielzeiten wechselte Jon L. Andersen dann in die Handball-Bundesliga zu Frisch Auf Göppingen, warf dort in der Saison 2021/22 in 34 Spielen 102 Tore und erreichte mit dem Team den fünften Tabellenplatz. Damit kam er – nach zwei Saisons mit GOG – in der Saison 2022/23 zu seinem dritten internationalen Einsatz in der EHF European League, in der Göppingen das Final4-Turnier erreichte. Zum 1. Juli 2023 wechselte Jon Lindenchrone Andersen als Nachfolger von Albin Lagergren zu den Rhein-Neckar Löwen  und erreichte mit dem Team den dritten Platz in der EHF European League. In der Saison 2024/25 wurde er mit 167 Toren bester Torschütze der Rhein-Neckar Löwen. 
Zur Saison 2025/26 wechselte er zum dänischen Erstligisten Skjern Håndbold.
In den dänischen Auswahlmannschaften kam er in der Saison 2014/15 in der dänischen U19-Nationalmannschaft bei 18 Länderspielen zum Einsatz und der erzielte 35 Tore. Bei der Weltmeisterschaft 2015 in Russland belegte das Team den siebten Platz.